# The Abyssinians
The Abyssinians to jamajska grupa grająca muzykę roots reggae, znana z promowania ruchu rastafariańskiego w swoich tekstach.
Wokalne trio powstało w roku 1969 - w jego skład wchodzili Bernard Collins, Donald Manning i Linford Manning.
Najbardziej znanymi utworami The Abyssinians są "Satta Massagana'" i "Y Mas Gan", śpiewane częściowo w języku amharskim. 
Kolejnym istotnym utworem jest "Declaration of Right", którego instrumentalną wersję (riddim) od lat wykorzystują inni twórcy roots reggae.

## Dyskografia
- 1976 : Satta Massagana - Heartbeat
- 1978 : Arise - Tuff Gong
- 1982 : Forward - Alligator
- 1998 : Reunion - Artists Only
- 1998 : Satta Dub - Tabou
- 1998 : Declaration of Dub - Heartbeat
- 2002 : Live in San Francisco - 2b1 II
- 2003 : Abyssinians & Friends Tree of Satta - Blood & Fire